# 金應照 (琉球)
金應照（？—？），和名具志頭親方安之，琉球第二尚氏王朝政治家、三司官。
金應照是三司官金國鼎（具志頭親方能安）的第三子。他的生母是毛龍唫（新城親方安基）的女兒，金應煦（摩文仁親方安恒）是他的長兄。其名乘原為正次，後改為安之。根據《中山王府相卿傳職年譜》記載，他於天啓四年甲子七月五日（1624年8月18日）開始就任三司官。天啓七年丁卯（1627年）二月致仕。
金應照無嗣。尚久的第八子金是寶（具志頭親方朝房）過繼給金應照為嗣子。